# 川上明彦
川上 明彦（かわかみ はるひこ）は、日本の作曲家。

## 人物
2025年5月13日、作詩家の及川眠子のX（旧Twitter）における川村栄二の訃報を伝えるポストの中で川上が死去していることが語られた。

## 主な楽曲
- 伊藤智恵理「夢かもしれない」
- 柏原芳恵「SUMMER BREEZE」アルバム『YES, I LOVE YOU 〜運命を超えて〜』収録曲
- 國府田マリ子 「My Love～愛するというひそやかさ～」
- CoCo「恋のジャンクション」
- 柴田恭兵「横浜DAYBREAK」
- 20th Century「FLY TO THE WORLD!」
- 中山美穂「SEVILLANA」アルバム『manifesto』収録曲
- 長野博「Stranger than Paradise」
- 久松史奈「so cry no more」
- V6「EASY SHOW TIME」「Can do! Can go!」
- ブラックビスケッツ「Bye Bye」
- やしきたかじん「東京」「惚れた弱み」
- 渡辺満里奈「青空のコラージュ」